# Szondi-teszt
A Szondi-teszt gondolata, mely szerint egy kóros lélek vonásai valamiféleképpen megjelennek az arcon, és ez meghatározza a vizsgált személy választását, ebből pedig következtetéseket lehet levonni, annyira áttételes, és olyan sok ismeretlen tényezőt tartalmaz, hogy meglehetősen problematikus az ezzel kapcsolatos direkt kutatás.

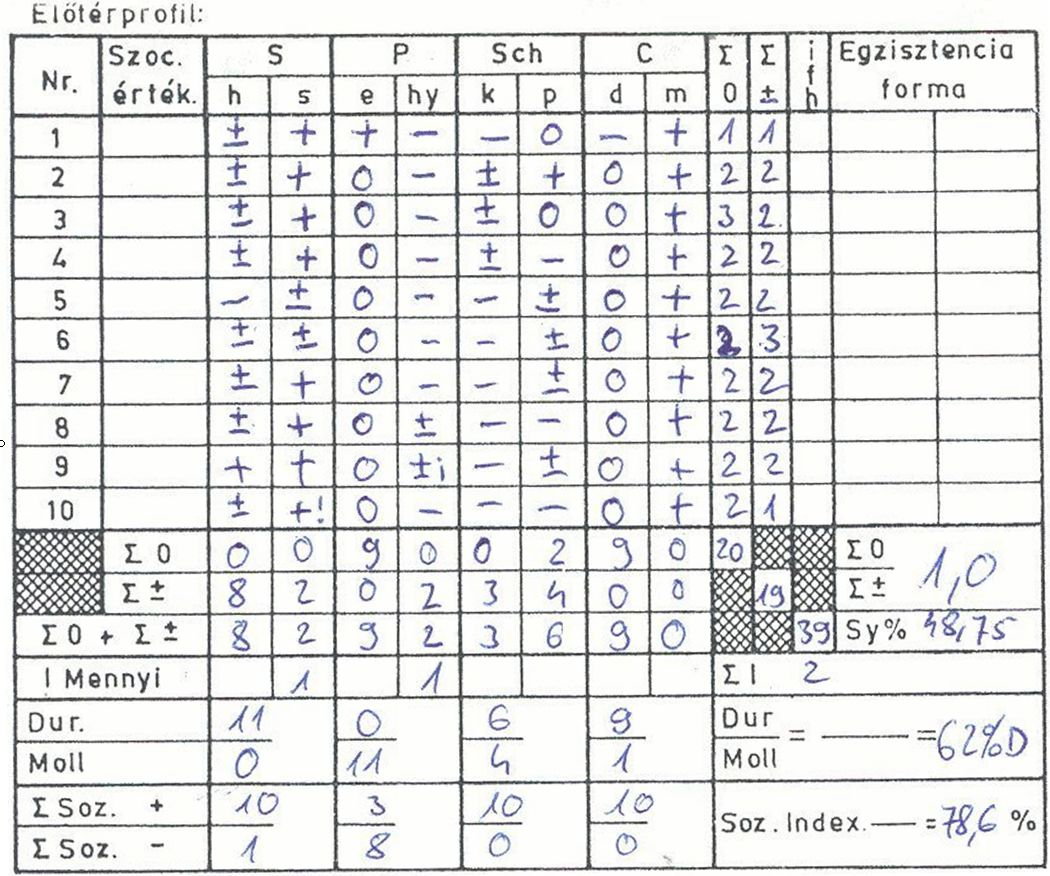
Szondi-teszt: Az előtér összesítő lapja (A Szondi tesztet diagnosztikus és terápiás célból csak olyan pszichiáter szakorvos vagy pszichológus használhatja, aki a Szondi-féle sorsanalitikus megközelítéssel legalább alapfokon tisztában van)

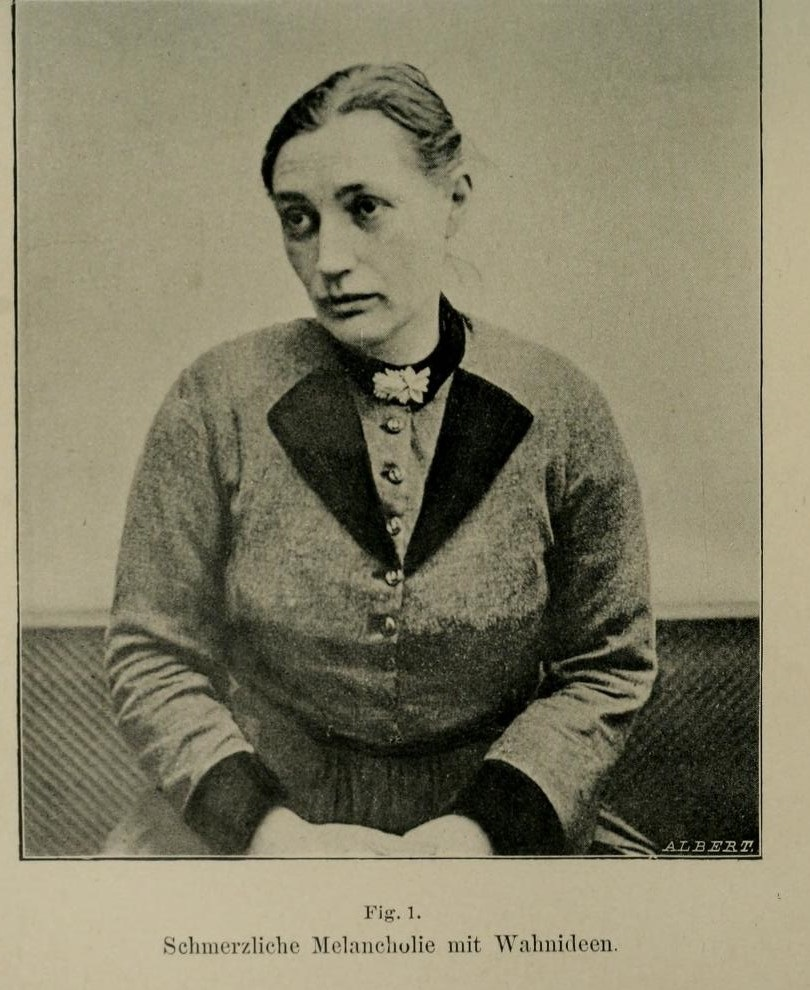
Egy kép a 48 pszichiátriai kezelés alatt álló ösztönbeteg arcképe közül,

A Szondi-teszt egy, a 20. század harmincas éveiben, a modern genetikai tudományos felismerések és eredmények megszületése előtt született pszichológiai vizsgálati eszköz, amely a pszichológiai tesztológia mérési módszerei közül a személyiségtesztek csoportjába tartozik.
Nevét alkotójáról, Szondi Lipót magyar származású svájci idegorvosról kapta, aki az 1930-as évektől kezdett behatóan foglalkozni a mélylélektannal és az örökléstannal, s ezeknek a tudományoknak a kísérleti módszereként jött létre. A tesztet a laboratóriumi munkájába 1937-ben vezette be, de végleges változata 1939-re alakult ki. Lényege, hogy a vizsgálati személynek 48 pszichiátriai kezelés alatt álló ösztönbeteg arcmásáról készült fekete-fehér fényképből kell kiválasztania – 6 sorozatban – egyenként 8 képből a két legszimpatikusabb, illetve a két legellenszenvesebb arcot.
Szondi a képeket a korabeli német és svéd szakkönyvekből gyűjtötte ki, mindössze négy kép származik Szonditól. A hat képsorozatban mind a nyolc ösztönfaktor képviselteti magát, oly módon, hogy minden ösztönfaktorhoz tartozik egy kép. Az egyes ösztönfaktorokat a képsorozatokban összesen hat fotó képviseli. 
Szondi elméletében az elmebetegek elsődlegesen ösztönbetegek, így annyi ösztönnel foglalkozik, ahány önálló géncsoportokhoz kötött, öröklődő ösztönbetegség van:
- I. Szexuális ösztönbetegek köre (homoszexualitás, szadizmus)
- II. Paroxizmális öröklődési kör (epilepszia, hisztéria)
- III. Szkizoform öröklődési kör (katatónia, paranoia)
- IV. Cirkuláris öröklődési kör (depresszió, mánia)[8]

Mind a Szondi-féle sorsanalitikus ösztönrendszert, mind a ráépülő tesztet számos elvi és módszertani kritika érte az idők folyamán. A molekuláris biológia és a számítástechnika fejlődése lehetővé tette a génállomány módszeres kutatását. A hibás gének szekvenciájának meghatározásával, a mutációk feltérképezésével lehetővé vált a genetikai betegségek diagnózisa. Ennek ellenére a Szondi-teszt – a Szegedi Tudományegyetem Állam- és Jogtudományi Doktori Iskola klinikai pszichológusainak véleménye szerint – megbízható és hasznos segédeszköz a diagnosztikus folyamatban.
A Semmelweis Egyetem Pszichiátriai Klinikájának igazgatója, Dr. Tringer László professzor véleménye szerint a Szondi-teszt sokkal inkább kultúrtörténeti érdekesség, s mint tudományos vizsgálati módszer komolytalan, inkább pszichológusok dolgoznak vele, és nem a pszichiáter szakorvosok.
Magyarországon az Országos Munkahigiénés és Foglalkozás-egészségügyi Intézet szakmai útmutatója szerint a személyiségprofil meghatározása, a pszichológiai vizsgálati terv pontos meghatározása, és az alkalmazott pszichológiai tesztek kiválasztása a klinikai szakpszichológus kompetenciája, az MMPI, Rorschach, Szondi teszteket, organicitás gyanúja esetén a MAWI és a Benton teszteket használják. A Semmelweis Egyetem pszichodiagnosztikai klinikai gyakorlatában azonban a Szondi teszt nem szerepel.

## A teszt elméleti háttere
Szondi az embert olyan lényként értelmezte, akinek a sorsa elődeitől ráhagyományozott lehetőségein és egyedi létezésének potenciális mivoltán múlik. Ezt egy biopszichikai törvény genotropizmusa irányítja, amely az anankológia középpontjában áll. Ezen a törvényen azt a folyamatot értette, „amely során két ember öröklött elemeinek, génjeinek latens ereje – melyeket családi tudattalanjuk öröklött génállományában azonosan vagy rokon módon hordoznakegymásra vonzó hatást gyakorolnak”. (Szondi Lipót: Ember és sors. Budapest, Kossuth
Könyvkiadó., 1996., 10. o.)
Az irányítható fatalizmus szerint a természet pontosan körülhatárolja ugyan az ember egyéni sorsterét, de az egyén genetikailag behatárolt sorsterében tudatosan és szabadon választhatja meg azokat az életutakat és tárgyakat, melyeken ősi ösztönszükségleteit egyéni módon elégítheti ki. Ezért beszél a sorsanalízis irányítható fatalizmusról
Maga a teszt, jellegét tekintve az averbális, projektív, választásos tesztek sorába tartozik (hasonlóan például a Lüscher-teszthez). A teszt felvétele során a vizsgált személy pszichiátriai kezelés alatt álló személyek arcképét osztályozza aszerint, hogy azokat rokonszenvesnek vagy ellenszenvesnek találja-e. Szondi szerint minden emberi választás – így a teszt képeinek rendezése is – ösztönök által befolyásolt. Négy nagy ösztönkört különböztetett meg: szexuális (S), paroxizmális (P), én-es (Sch) és kapcsolati (C) ösztönkört. Mindegyik ösztönkör egymást kiegészítő, ellentétes tendenciák párjaiból áll, ezeket nevezi ösztönfaktornak. A vizsgált személy választásainak elemzése alapján megrajzolható az ösztönprofil, ebből pedig prognosztizálhatóak a számára kínálkozó sorslehetőségek (sorslehetőségek alatt értsd az egyénre jellemző cselekvési tendenciákat, melyek jó eséllyel elvárhatók, bár nem szükségszerűek).
| A 4 ösztönvektor – ösztön – ösztönkör | A 8 ösztönfaktor – ösztönszükséglet – ösztöntényező |
| ------------------------------------- | --------------------------------------------------- |
| I. S: szexuális élet:                 | 1. h: szerelem, gyengédség                          |
| I. S: szexuális élet:                 | 2. s: szadizmus és mazochizmus                      |
| II. P: érzelmi-indulati élet:         | 3. e: a durva indulatok                             |
| II. P: érzelmi-indulati élet:         | 4. hy: a finomabb érzelmek                          |
| III. Sch: énes-élet:                  | 5. k: az anyagi Én (a birtoklás)                    |
| III. Sch: énes-élet:                  | 6. p: a szellemi Én (a létezés)                     |
| IV. C: kapcsolati élet:               | 7. d: keresés, ill. ragaszkodás                     |
| IV. C: kapcsolati élet:               | 8. m: kapaszkodás, ill. leválás                     |

Szondi szerint a genotropizmus törvénye "az egyén sorsát tudattalan ösztönös választásai határozzák meg a szerelemben, barátságban, foglalkozásban, betegségben és a halálban. ...ezek a választások meghatározott, rejtett, öröklött biológiai elemeken nyugszanak – az úgynevezett látens recesszív géneken –, melyek az ősöktől származnak. ...választásainkat az eddig számunkra ismeretlen biopszichikai törvény irányítja".
Szondi szerint sorsunkat meghatározzák génjeink, így az is a géneken múlik, hogy valaki bűnöző lesz-e vagy sem. A sorsanalízis a genotropizmusra épül. A genotropizmus szerint valamely személy génállományára a hozzá hasonló felépítésű ember génállománya vonzást gyakorolhat. A paroxizmus kifejezés a feszültség, a feltöltődés és a kirobbanás folyamatát hivatott érzékeltetni. Szerinte a paroxizmus körébe tartozik a pirománia, a kleptománia, a csavargás is. 1937-ben ír először Szondi a paroxizmusról Káin indulati gyilkossága kapcsán. Paroxizmálisnak azt a lelki folyamatot tekintette Szondi, amikor a felgyülemlő durva indulatok hatására a személy ösztönzést nyer, ezek bujtogatják, ingerlik. Ekkor az ösztönerő fokozatos felduzzadását, rohamszerű kirobbanását és az ezt követő apályt vizsgálta Szondi. Ez az ösztöntényező teszi az embert a düh, a gyűlölet, a harag, a bosszú, az irigység, a féltékenység és a durva indulatok hatására gyilkossá. E fázis után következik be az epileptiform szakasz. Szondi nagy figyelmet szentelt az epilepsziásoknak, így az epilepsziában szenvedő Dosztojevszkijnek is. Dosztojevszkij hősei között sok az epilepsziás, Szondi többször hivatkozott arra, hogy a Karamazov testvérek is a sorsanalízis felé irányította a figyelmét.
[A] teszt faktoraival kapcsolatos pszichometriai elemzések arra mutatnak rá, hogy a teszt felépítése nem állja ki a pszichometriai megbízhatósági kritériumok számos próbáját. A fő baj az, hogy a faktorok, amelyek a teszt alappillérei, nem tűnnek egységes konstrukcióknak. A nyolc közül négy (h, s, p és m) még többé-kevésbé elfogadható, de a maradék (fôleg az e, a hy és a k) olyannyira heterogén, hogy e faktorok egy-egy képére vonatkozó rokonszenvi választás teljesen független a faktor többi képéhez való viszonyulástól, így a faktor képegyüttese közös értelmezés alapját nem képezheti

### A sorsanalitikus ösztönrendszer

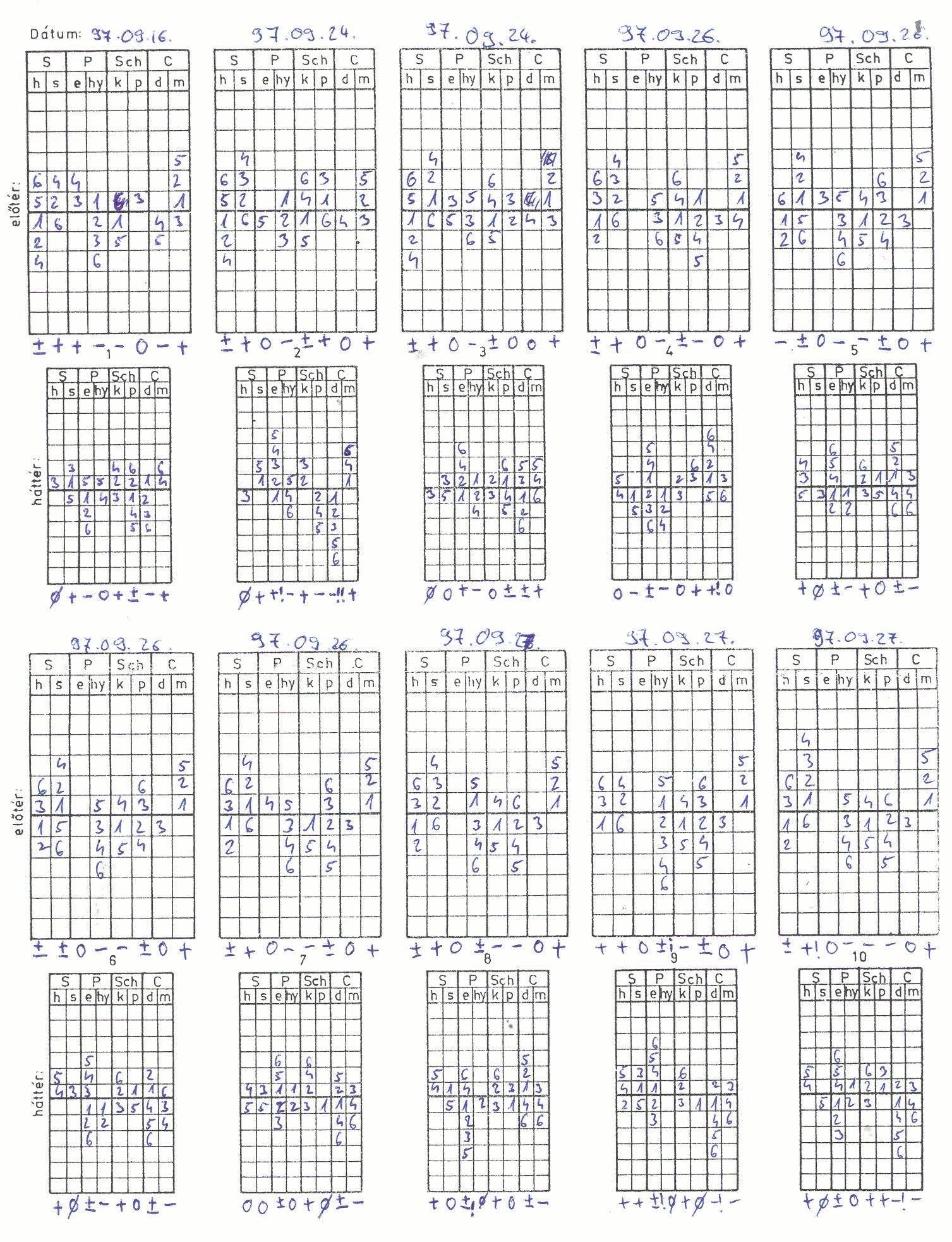
A tíz profil

Szondi Lipót pszichiátriai gyakorlatában kiemelt szerepet kapott a páciensek családi hátterének föltérképezése, a családfakutatás. Spontán megfigyelései, majd szisztematikus vizsgálatai nyomán alakította ki elméleti magyarázó rendszerét, amely a sorsanalízis nevet kapta.
A sorsanalízis kiinduló feltevése, hogy az ember élete (sorsa) választások sorozatában bontakozik ki: az ember választ magának foglalkozást, ismerősöket, partnert, családot, és végső soron döntéseivel implicite önmaga választja ki betegségeit és halálát is. A családfakutatásokból szerzett tapasztalatok arra vezették Szondit, hogy e választások csak részben tekinthetők az egyén szuverén döntésének; a választások jellege családon belül igen gyakran bizonyos mintázatokat követ. Adódott a következtetés, hogy életünk során választásainkban ösztöneink befolyást gyakorolnak ránk, s ezeket az ösztönöket annak rendje s módja szerint genetikusan örököljük.
A sorsanalízis így részben megtévesztő fogalom, hiszen a sors mai értelmezésben valami elkerülhetetlent, valami szükségszerűt jelent. A Szondi által sorsnak nevezett életút viszont inkább csak valószínűség. Az ösztönök determinánsok helyett tendenciaforrások, amik között – Szondi megnevezésében – az állásfoglaló ego segítségével tudunk választani.
A sorsanalízis kulcsfogalma tehát az ösztön. Szondi úgy találta, hogy az ember ösztönös működése végső soron négy ún. ösztönkörre redukálható. Mindegyik ösztönkör egy-egy sajátos biopszichológiai célt szolgál. E négy ösztön mindegyikét két-két további ún. ösztöntényező (mai terminológiával már inkább szükséglet) alkotja. Az elmélet szerint tehát összesen nyolc ösztöntényező létezik, melyek optimális esetben párba rendeződve szolgálnak egy-egy föléjük rendelt biopszichológiai célt.
A Szondi-teszt ennek a nyolc ösztöntényezőnek a mérésére lett megszerkesztve, hogy belőle láthatóvá váljanak az egyén szükségletei. A tesztben mindegyik ösztöntényezőre egy-egy betűjellel vagy betűkombinációval hivatkozunk, például e, hy, k stb. Minden ösztöntényezőt jellemez egy minőségbeli megnyilvánulási forma és egy intenzitás. A minőségbeli megnyilvánulási forma eldönti, hogy az adott ösztöntényező aktuálisan milyen irányban működik, illetve egyáltalán működik-e, az intenzitás pedig ennek erejéről ad jelzést. A megnyilvánulási formákat összefoglaló néven ösztöntörekvéseknek nevezzük. Az ösztöntörekvések teszt által mérhető iránya négyfajta lehet: pozitív, negatív, megosztott (vagy ambivalens) és megnyilvánulás nélküli.
A nyolc ösztöntényező tehát különböző intenzitással és különböző minőségirányokkal uralja a személyiséget. Lelki betegséghez – vagy ahogy Szondi nevezi: ösztönbetegséghez – az elmélet alapján így az vezethet, ha mondjuk:
- két összetartozó ösztöntényező (szükséglet) nem képes ugyanazt a biopszichológiai célt szolgálni, mert mondjuk az egyik ezek közül az állásfoglaló ego által elutasított
- két összetartozó ösztöntényező közül az egyik talál szükségletkielégítő helyzetet és tárgyat a másik viszont nem, így annak ellenére, hogy a szükséglet az állásfoglaló ego által jóváhagyott, kielégülésre és a felettes ösztöncél megvalósítására az egyén képtelen
- az egyik ösztöntényező öröklötten gyenge (konstitúciós gyengeség)

stb.

### A teszt működési elve
A teszt mind a hat sorozata 8–8 olyan ösztönbeteg fényképét tartalmazza, akiknek diagnózisa, kórtörténete és családi háttere pontosan ismert. A teszt működése a hasonló hasonlót választ elvén alapul, vagyis a vizsgált személy azokat az arcképeket fogja rokonszenvesnek találni, amiken ugyanazok a tendenciák lelhetők fel, mint saját magában. A vizsgálat tehát azzal a feltevéssel él, hogy ösztöntörekvéseink az arcunkra vannak írva, és ezek annál inkább látszódnak, minél erősebbek az öröklött ösztöntörekvések.

### Az ösztönkörök és ösztöntényezők jelentése
Szondi valamennyi pszichoanalitikushoz hasonlóan nem kívánt éles határvonalat vonni beteg és egészséges ember közé.
Alapállásuk szerint a személyiséget mozgató strukturális tényezők egészséges és lelki betegek között azonosak, s csak a mozgató tényezők dinamikájában térnek el.
Szondi így az ösztönkörök és ösztöntényezők felírásánál olyan strukturális rendszert szeretett volna felvázolni, ami minden emberre – függetlenül az adott ember egészségi állapotától – érvényes, s a strukturális rendszert mozgató olyan hajtóerőket szeretett volna megfogalmazni, amelyek a lelkileg egészséges ember megbetegedéséhez vezetnek, de ugyanúgy a betegből egészségest is csinálhatnak.
Megfigyelései során Szondi arra a következtetésre jutott (s ebből következett strukturális-dinamikus rendszere), hogy a korában használatos betegség-nevezéktani, illetve tüneti megjelölések jó néhány osztálya (például szadizmus, hisztéria, paranoia stb.) olyan betegeket azonosít, akiknek betegsége egy-egy különálló szükséglettel kapcsolatos. Szondi így hosszú megfigyelések és kutatások után összekapcsolta a betegségtípusokat és ösztöntényezőket, ennek eredménye az alábbi, Szondi szerint minden emberre jellemző strukturális rendszer:
S – Erósz és Thanatosz, avagy a szeretet és pusztítás ösztönköre
Az életterület lényege a létrehozás, az alkotás; valamint a pusztítás és szétválás (általánosabban kötés és oldás).
- A h ösztöntényező kapcsolódó betegsége a homoszexualitás. A h ösztöntényező szimbolizálja a szeretet adásának és kapásának szükségét. Ahogy Szondi fogalmaz: "Az embereket egymáshoz fűző minden kapcsolat hozzá <mármint az ösztöntényezőhöz> tartozik, legyen szó szexualitásról és szerelemről, vagy pedig szellemi kötődésről."[16]

A tesztben az ösztöntényezőhöz tartozó arcképek szimpatikusnak választása (tesztológiai jele: +h) individuális személyszeretetet, antipatikusnak választása (tesztológiai jele: -h) emberszeretetet jelez.
Szondi ugyan betegségnek tekintette a homoszexualitást (indoka szerint ugyanis az egyed általa nem képes reprodukálni magát), de fontos Szondi megítélése miatt az a tény, hogy a homoszexualitásra nem mint megváltoztathatatlan állapotra gondolt, hanem tendenciaszerű jelenségre, amiben bármelyik ember részesülhet bizonyos pszichodinamikák fennállása esetén. Az elméletből így elfogadó attitűd következik, hiszen azt mondja, hogy egyetlen homoszexuális sem hibás beállítottsága miatt, sőt bárki válhat azzá, de meg is lehet belőle gyógyulni.
- Az s ösztöntényező kapcsolódó betegsége a szadizmus. Az s ösztöntényező szimbolizálja a rombolást. Szondi fogalmazásában: "Az s-faktor közreműködése nélkül a világban nem létezik leépítés és szétbontás, szétrombolás és szétdarabolás, élet és halál, gyilkosság és öngyilkosság."[17]

A tesztben az ösztöntényezőhöz tartozó arcképek szimpatikusnak választása (tesztológiai jele: +s) aktivitási, rombolási, esetleg szadista tendenciára utal, míg antipatikusnak választása (tesztológiai jele: -s) passzivitás, önrombolás, mazochizmus feltételezésére ad okot.
P – az etikai-morális viselkedés ösztönköre
- Az e ösztöntényező kapcsolódó betegsége az epilepszia. Szondi szerint az epilepszia az állatoknál is megfigyelhető olyan archaikus védekező mechanizmusokhoz hasonlít, mint amilyen például a halottnak tettetés veszélyesnek ítélt helyzetek esetén. A hasonlatosság oka hogy az epilepszia is szolgálhatja ezt a célt, az ember esetében viszont ez a mechanizmus elsősorban nem a külső, hanem a belső veszélyek ellen véd, mint amilyen például a belső lelkiismereti konfliktus.

A tesztben az ösztöntényezőhöz tartozó arcképek elfogadása (tesztológiai jele: +e) az önérvényesítésről való lemondás általi etikus magatartást jelzi. A képek elutasítása pedig (tesztológiai jele: -e) az etikusnak mondható magatartásról való lemondás tendenciáját valószínűsíti az önérvényesítés érdekében. E két alapbeállítottság szélsőséges megnyilvánulásainak szimbólumát látja Szondi a bibliai Ábel és Káin személyében.
- A hy ösztöntényező kapcsolódó betegsége a hisztéria. A szerző véleménye szerint ide tartozik az önmagunk megmutatására illetve elrejtésére való tendencia.

A tesztben az ösztöntényezőhöz tartozó arcképek szimpatikusnak választása (tesztológiai jele: +hy) saját vágyaink, érzelmeink megmutatásának, ismerkedések alkalmával történő énprezentációnak, exhibicionizmusnak, a klinikai értelemben vett hisztériának a jelzője lehet, míg a képek ellenszenvesnek jelölése (teszológiai jele: -hy) a rejtőzködő szándék, önmagunk megmutatására való ellenszándékot (testi és/vagy lelki értelemben) feltételez.
Sch – a birtoklás és létezés ösztönköre
- A k ösztöntényező kapcsolódó betegsége a katatónia. A k ösztöntényező a birtoklást, az elfogadást illetve az elutasítást szimbolizálja.

A tesztben az ösztöntényezőhöz tartozó arcképek elfogadása (tesztológiai jele: +k) nehéz döntés előtt álló személy lehetőségelfogadását, a problémákkal való megküzdés vállalását, illetve a személyiség egészét jellemző ösztöntörekvések elfogadására utalhat, míg az ellenszenvesnek jelölés (tesztológiai jele: -k) ezeknek az ellentétjét jelezheti. (Lásd még: állásfoglaló ego)
- A p ösztöntényező kapcsolódó betegsége a paranoia. A p ösztöntényező körébe tartozik a létezés tudatának kiszélesítése, illetve a világ hatalommal való felruházási tendenciája.

A tesztben az ösztöntényezőhöz tartozó arcképek elfogadása (tesztológiai jele: +p) a személy omnipotens élményvilágát jelezheti, míg a képek ellenszenvesnek jelölése (tesztológiai jele: -p) az erről való lemondást, s helyébe a környezet egyénre mért befolyásolóképességébe vetett hit növekedésére utalhat. (Lásd még: szükségleti tudat)
C – a keresés és tapadás ösztönköre
- A d ösztöntényező kapcsolódó betegsége a depresszió. A d ösztöntényező a ragaszkodás, illetve a változtatás faktora.

A tesztben az ösztöntényezőhöz tartozó arcképek elfogadása (tesztológiai jele: +d) az aktuális szükségleti tárgy nem, vagy csak részben kielégítő volta miatti új tárgy keresését, míg az ellenszenvesnek jelölés (tesztológiai jele: -d) az aktuális szükségleti tárgyhoz való ragaszkodást jelzi.
- Az m ösztöntényező kapcsolódó betegsége a mánia. Az m ösztöntényező a biztonságra törekvés illetve a biztonságból való kimozdulás faktora.

A tesztben az ösztöntényezőhöz tartozó arcképek elfogadása (tesztológiai jele: +m) a biztonságban való megmaradás szándékát, az ősbizalmat, a biztonságban való lét szükségletét jelzi, míg a képek ellenszenvesként való jelölése (tesztológiai jele: -m) a függetlenségre törekvést, a kalandok bevállalásának, a leválásnak a tendenciáját jelöli.

### A Szondi-teszt mai megítélése és használata a gyakorlatban
Miként a mélylélektan bármelyik ágára (gondoljunk akár Freudra, akár Jungra vagy Adlerre), a sorsanalízisre is igaz, hogy a tudományosság carnapi kritériumainak nem felel meg. A fizikai megvalósuláshoz nem köthető elmélet és protokolltételekre való lebonthatatlanság a pszichológia bizonyos területein azt a benyomást keltheti, hogy az elmélet és a belőle származó teszt egy hasznavehetetlen konstrukció csupán.[forrás?]
Gyakran tették fel nekem a kérdést: Hogy jön egy természettudományos képzettségű orvos ahhoz, hogy orvosi és pszichológiai problémaként kezeljen egy olyannyira misztikus és mitologikus valamit, mint az egyén sorsa [...] A sors nem emberi szerv, melyet meghallgatni, kikopogtatni és szondázni lehet, vagy átvilágítható, mint egy tüdő, és az élet letelte után felboncolható. [...] Én más véleményen voltam és maradtam is. A saját családomban már egész fiatalon láttam, hogy a választást gyakran a család, vagyis az öröklődés irányítja, és ez a választás alakítja a sorsot.
A másik fontos probléma, hogy a Szondi által használt diagnosztikus kategóriák, illetve betegségek a ma használatos terminológiától jelentősen különböznek, így a kiértékelt Szondi-teszt jelzései csak azok számára érthetőek, akik Szondi fogalmaiban is tudnak gondolkodni.
A harmadik probléma, hogy a Szondi-teszt nem állja ki a modern tudományosság próbáját. A legtöbb pszichológiai teszt – így a Szondi-teszt is – a személytől számos válasz adását követeli meg, és egy adott tulajdonságra a vizsgált személy több válaszából következtet. A pszichológiai tesztekkel szemben támasztott egyik tudományos követelmény, hogy ha a tesztet az adott (jelen esetben magyar) lakosságot jól reprezentáló mintán felveszik, akkor azok a tesztre adott válaszok, amelyek a teszt alkotói szerint azonos pszichológiai tulajdonságot tárnak fel, nagyjából azonosak legyenek. Például ha egy teszt tíz kérdéssel méri a társaságkedvelés pszichológiai tulajdonságát, akkor elvárható tőle, hogy az azt kitöltő egyes emberek nagyjából hasonlóan válaszoljanak mind a tíz kérdésre. Ha egy-egy ember össze-vissza válaszol a tesztfejlesztők szerint egy tulajdonságot mérő kérdéssora, akkor a kutatók azt a következtetést vonják le, hogy a kérdéssor nem mérhet valamilyen egységes tulajdonságot.
A Szondi-teszt modern pszichometriai vizsgálatát Magyarországon Vargha András (1994) végezte el, aki a Szondi-teszt rokonszenvi választásaival kapcsolatban vizsgált ilyen, a homogenitásra vonatkozó kérdést. Ő a következő végkövetkeztetésre jutott a teszt reprezentatív mintán történő felvétele után:
"[A] teszt faktoraival kapcsolatos pszichometriai elemzések arra mutatnak rá, hogy a teszt felépítése nem állja ki a pszichometriai megbízhatósági kritériumok számos próbáját. A fő baj az, hogy a faktorok, amelyek a teszt alappillérei, nem tűnnek egységes konstrukcióknak. A nyolc közül négy (h, s, p és m) még többé-kevésbé elfogadható, de a maradék (főleg az e, a hy és a k) olyannyira heterogén, hogy e faktorok egy-egy képére vonatkozó rokonszenvi választás teljesen független a faktor többi képéhez való viszonyulástól, így a faktor képegyüttese közös értelmezés alapját nem képezheti. (Vargha 1994, 59. o.)"
Számos klinikai pszichológus személyes benyomására hagyatkozva ennek ellenére úgy gondolja, hogy a teszt működik, hatékony segítségnek tartja (még kétprofilos változatában is) a diagnózis felállításában, a pályaválasztási tanácsadásban és a pszichoterápiás munka tervezésében. Annyira így van ez, hogy még Vargha András előbb idézett publikációját is képesek úgy idézni, mintha az alátámasztaná, nem pedig megkérdőjelezné a teszt "statisztikai hitelét":
„A teszt a nemzetközi gyakorlatban jelentősen visszaszorult az utóbbi években. A Magyarországon végzett kutatások következtében azonban statisztikai hitele, így használhatósága is jelentősen javult (Vargha 1994). A felhalmozódott klinikai tapasztalatok arról tanúskodnak, hogy bár a teszt alapján nozológiai besorolás nem végezhető, sem az egészség–betegség kérdése nem dönthető el, mégis jól használható eljárás, mivel segítségével alapvető tünetképzési mechanizmusok azonosíthatók (Lukács 1989), így a személyiség megismerését, várható viselkedésmódok valószínűsítését teszi lehetővé.”
| A hazai klinikai gyakorlatban alkalmazott, az OlEI-OPNI-ban adaptált teljesítmény- és személyiségvizsgáló módszerek | Adaptáló (standardizáló) szerzők                                                                |
| --- | ----------------------------------------------------------------------------------------------- |
| MAWI (Magyar Wechsler Intelligencia teszt)                                                                          | Kun Miklós, Szegedi Márton                                                                      |
| Raven intelligencia-teszt                                                                                           | Szegedi Márton                                                                                  |
| 15 szó – 15 kép memória-teszt                                                                                       | Ajkay Klára                                                                                     |
| Bender-Santucci-próba óvodások vizsgálatára                                                                         | Mérei Ferenc                                                                                    |
| Bender-próba iskolások vizsgálatára                                                                                 | Herpai Anna, Somogyi Tóth Zsuzsa                                                                |
| Benton-teszt | Szegedi Márton, Bagdy Emőke                                                                     |
| Hillers-féle mentális teljesítmény deficitmérő módszer                                                              | Bagdy Emőke, Takó Emőke                                                                         |
| Lurija-féle afázia-vizsgálat, Lurija memória próba                                                                  | Kapusi Gyula, Láng Iringó                                                                       |
| LNDM neuropszichológiai diagnosztikai módszer                                                                       | Erdélyi Aliz                                                                                    |
| Rorschach próba | Mérei Ferenc, Szakács Ferenc, Mezei Árpád, Bagdy Emőke, Kun Miklós, Hegedűs Imre, Vargha András |
| TAT | Mérei Ferenc, Szakács Ferenc, Münnich Iván                                                      |
| PFT | Szakács Ferenc, Pressing Lajos                                                                  |
| Kétprofilos Szondi-teszt                                                                                            | Mérei Ferenc                                                                                    |
| Machover-Baltrusch-féle alakrajz teszt                                                                              | Bagdy Emőke                                                                                     |
| Piktogram próba | Hegedűs Imre                                                                                    |
| Myokinetikus személyiségteszt                                                                                       | Karczag Judit                                                                                   |
| Lüscher-teszt | Mérei Ferenc                                                                                    |
| Gottschalk-Cleser tartalomelemzés                                                                                   | Karczag Judit                                                                                   |
| MMPI személyiség-leltár                                                                                             | Bagdy Emőke, Pressing Lajos, Bugán Antal, Zétényi Tamás, Szakács Ferenc                         |

Dr. Kaltenbach Jenő kisebbségi ombudsmannak, a cigány gyermekek speciális (kisegítõ) iskolai oktatásával kapcsolatos vizsgálati jelentése szerint a szakértõi bizottságok is használták a Szondi-tesztet az intelligenciaszint megállapításához, a Vineland-skála, Brunet-Lesine-teszt, Budapest-Binet, MAWGYI, HAWIK, S.O.N., Goodenough-skála mellett.
Említésre érdemes, hogy ma Magyarországon a Szondi-tesztet hatósági vizsgálatok esetében is alkalmazzák, és a vizsgált személy cselekvőképességét is megvonhatják az eredményei alapján, illetve megállapíthatják róla, hogy cselekedeteiért nem képes felelősséget vállalni, és gyámság alá helyezhető. Ez különösen azért válhat a vizsgált személy számára veszélyessé, mert ma is elfogadott a magyar rendészeti gyakorlatban, hogy a Szondi teszt képes kimutatni a lehetséges, vagy már manifesztálódott pszichés betegségeket.
Egyes vélemények szerint a vizsgálati eszköz elméletén a tudományos világ fejlődése ma már túlhaladt, de annak egyik terméke, az ösztöndiagnosztikában felhasználható teszt ma is „működik”, máig elterjedt eszköz a klinikai pszichológiai gyakorlatban. Kritikusai szerint a tesztet Magyarországon továbbra is úgy használják a pszichológusok, mintha nem bizonyosodott volna be a teszttel kapcsolatos kétségek jogossága. A Szondi-féle személyiségteszt ma is részét képezi a magyar pszichológusképzés standard tananyagának.

## A Szondi-teszt bemutatása

### A teszt apparátusa
A kártyák
A Szondi-teszt materiálisan 48 db, nagyjából gyufásdoboz-méretű, egy-egy fekete-fehér arcképet ábrázoló kártyából áll. A kártyák egy hatrekeszes dobozban vannak, nyolcas csoportban. Minden egyes csoport egy sorozatot alkot.
A sorozaton belül minden kártyának van egy betűjele; minden sorozatban található egy-egy h, s, e, hy, k, p, d és m jelű kártya. A kártya hátoldalán fel van tüntetve a sorozatszám római számmal, I-től VI-ig, a sorozaton belül a kártya sorszáma arab számmal 1-től 8-ig, valamint a betűjel. A teszt használatában a sorozaton belüli sorszám irreleváns.
A tesztlap

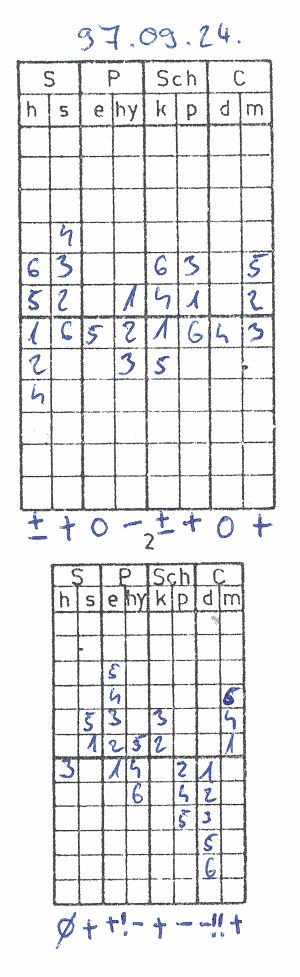
Előtér- és háttérprofil

A teszt felvételéhez két táblázat szükséges. Mindkettő ugyanolyan beosztású; az előre nyomtatott tesztlapon egymás alatt helyezkednek el, és az alsó méretét tekintve szemmel láthatóan kisebb. A fölső táblázat neve előtér, az alsóé háttér.
Egy táblázat 8 oszlopból áll, ezeket a fejlécben a kártyák betűjelével jelöljük, balról jobbra a fenti sorrendben. A nyolc oszlopot faktoroknak nevezzük. A faktorok kettesével vastagabb vonallal vannak elválasztva, és így négy szélesebb oszlopot, ún. vektort alkotnak. A vektorokra nagybetűkkel hivatkozunk, sorrendben S, P, Sch és C megjelöléssel.
Vízszintesen a táblázat 12 sorból áll, az alsó 6-ot a felső 6-tól vastag vonal választja el. A sorokat arab számmal jelöljük, mindkét irányban 1-től 6-ig. A számozás lefelé és fölfelé egyaránt a vastag vonaltól indul.
Az összesítő lap
Az ún. tízprofilos módszernél külön táblázatok szolgálnak az egyes tesztfelvételek összesítő lejegyzésére, ill. a számítások elvégzésére.

### Hány profilt kell készíteni?
Az elmélet áttekintése után, de a teszt értékelése előtt érdemes tisztázni, hogy hány profilt kell készíteni ahhoz, hogy használható értelmezés születhessék a vizsgált személyről.
A már említett „egy választás nem választás” elv itt is igaz: egy profil az illetőnek csupán egyetlen, pillanatnyi állapotát mutatja. Ha a sorsot ösztönös választások eredőjének tekintjük, akkor fogalmazhatunk úgy: egy profilban csupán egy sorslehetőség tárul fel. Szondi ezért már korán kidolgozta a teszt kétprofilos változatát, amely az ismételten megjelenő konstellációkra irányítja a figyelmet. A Szondi-teszt Mérei Ferenc munkássága nyomán terjedt el Magyarországon, mégpedig a kétprofilos változatban, s mindmáig része a pszichológus alapképzésnek, illetve a pszichoterápiás protokollnak.
Szondi azonban úgy tapasztalta, hogy két profil sem jellemzi megfelelően a vizsgált személyek választásait, ellenkezőleg: úgy találta, hogy a többszörösen ismételt tesztfelvételeknél az első két profil igen gyakran különbözik a továbbiaktól. Ezt azzal magyarázta, hogy az első találkozások alkalmával a vizsgált személy öntudatlanul is próbál jó benyomást kelteni a vizsgálatvezetőben, és választásai nem a valós preferenciáit tükrözik. Az első két tesztfelvételt ezért szokás bemutatkozó profilnak nevezni.
Szondi emiatt elvetette a teszt kétprofilos használatát, és kidolgozta a – jelen cikkben is bemutatott – tízprofilos technikát. Mivel azonban ez arra az időszakra esett, amikor Európában már leereszkedett a vasfüggöny, a Svájcban élő szerző munkásságának ez a szakasza csak később vált ismertté Magyarországon.

### A teszt felvétele
A vizsgálatvezető (vv.) és a vizsgált személy (vsz.) egy asztalnál ülve egymással szemben helyezkednek el. A vv. kiveszi az első nyolc kártyát, és két, egyenként négy kártyát tartalmazó sorban, arcképpel felfelé kirakja a vsz. elé, lehetőleg úgy, hogy a vsz. egyszerre pillanthassa meg mind a nyolc kártyát, miután a vv. visszahúzta a karját.
- A vv. arra kéri a vsz-t, hogy ebből a nyolc arcképből válassza ki a két, számára legrokonszenvesebbet, és a két kiválasztott kártyát adja át neki. Mindenképpen szükséges választani: ha mindegyik arcot ellenszenvesnek találja, akkor a két legkevésbé ellenszenvest kell kiválasztania. Ha ez megtörtént, a vv. az előtérnek a választott kártyák betűjelének megfelelő két oszlopában 1-1 X-et ír a vonal fölötti első sorba.
- A vv., anélkül hogy változtatna a maradék hat kártya sorrendjén, felkéri a vsz-t, hogy válassza ki a két legellenszenvesebb arcot. Ha megtörtént, a vv. a kártyák betűjelének megfelelő két oszlopban 1-1 X-et ír a vonal alatti első sorba.
- A vv. a megmaradt négy képet egy sorba rendezi, és arra kéri a vsz-t, hogy válassza ki azt a két arcot, amelyik még aránylag szimpatikus. A két kiválasztott képet a háttér táblázatának fölső részébe jegyzi fel, az előtérhez hasonló módon.
- A vv. a fennmaradt két képet a háttér alsó részében könyveli el.

Ezt követően mind a nyolc kártyát visszateszi az I. rekeszbe. Ugyanez a procedúra ismétlődik meg a többi sorozattal. Amíg valamelyik faktorban az 1. sor (fölül vagy alul) üres, a vv. oda teszi az X-et. Ha az első sorban már van X, akkor a másodikba stb.
A választások során a vsz. a 48 arcképet 4 csoportba sorolta. Az elsődleges választások tulajdonképpeni eredményeként 12–12 kép került a rokonszenves, ill. ellenszenves csoportba – ennek megfelelően 12–12 db X jel szerepel az előtér felső és alsó részében, valamilyen módon elosztva a 8 faktorban. A másodlagos választással a fennmaradt 24 képet is ketté osztotta, és ennek megfelelően ugyancsak 12–12 jelet látunk a háttér fölső és alsó részében. Ezzel elkészült a profil.

### A profil jelölése
Ellenőrzés
Ha nem hibáztunk a jegyzőkönyvezésnél, akkor a vastag vonal fölött és alatt mind az előtérben, mind a háttérben 12–12 db, az egyes faktorokban fölül és alul, az előtérben és a háttérben összesen 6–6 db X szerepel (a hat sorozatnak megfelelően). (Kisebb a hibázás lehetősége, ill. könnyebb az utólagos hibajavítás, ha a teszt felvételénél nem X-et írunk a cellákba, hanem az adott sorozat számjelét 1-től 6-ig.)
A faktorok jelölése
Először az előteret jelöljük. A profilt faktoronként értékeljük, annak megfelelően, hogy hány X található benne, és ezek hogyan oszlanak meg vonal fölött és alatt. Egy faktorban – a többitől függetlenül – minimum 0, maximum 6 jel lehet. A teszt alapelve, hogy egy választás nem választás, egyik irányban sem. Ezért ha a faktor üres, vagy szimpatikus és antipatikus választásból is legfeljebb 1 db-ot tartalmaz, akkor a faktor a 0 jelet kapja. Ha a vonal fölött legalább 2 db jel van, alul pedig legfeljebb 1, a faktort + jellel, fordított esetben (alul legalább 2 db, fölül legfeljebb 1) – jellel jelöljük. Ha alul is, fölül is van legalább 2–2 db jel, a faktor a ± jelet kapja. (Ez kiolvasva praktikus okokból nem „plusz-mínusz”, hanem „megosztott”.) Ha valamelyik irányban 4, 5 vagy 6 választás történt, akkor az alapjel mellé annyi db felkiáltójelet teszünk, ahánnyal nagyobb a szám 3-nál. Ilyenkor telített reakcióról beszélünk.
Egy faktor lehetséges jelei – tehát – a következők:
- 0

Ugyanígy járunk el mind a nyolc faktornál, majd a háttérnél is. A háttér jelölése során egyetlen különbség van: ha valamelyik faktorban csupán 1 jel található, vagy egy sem, akkor azt nem 0-val, hanem áthúzott nullával jelöljük, és kényszer-nullának nevezzük. Azért kényszer-nulla, mert a profil ilyenkor nem a vsz. tényleges választását tükrözi, hanem a teszthelyzetből (a sorozatok korlátozott számából) adódik. A kényszer-nulla jelű háttér-faktorokat az értelmezésnél nem tudjuk figyelembe venni, szemben a 0 jelűekkel, amelyek tényleges választást tükröznek. A háttérben tehát 0 jelet akkor és csak akkor kap egy faktor, ha a vonal alatt és fölött pontosan 1–1 X látható.
A vektorok jelölése
Ha az S vektor h faktorában + van, az s faktorában pedig ±, azt standard módon így jelöljük:
S = + ±
A négy vektor, azokon belül a 2–2 faktor sorrendje rögzített; ez megkönnyíti a profil egészének jelölését. Egy egyszerűsített, mégis egyértelmű profil-jelölés végeredményben tehát például így nézhet ki:
+ ±   |   0 –!   |   – +   |   +!! +

## A Szondi-teszt értelmezése
A tesztet ismertető kézikönyvek, jegyzetek egyik jellegzetes fejezete a vektorok lehetséges konstellációinak és azok alapjelentésének szótárszerű felsorolása. Pl.:
C = + –
A keresés klasszikus képe: intenzív vágy egy új tárgy iránt. Leválási igény új tárgy keresésével. A hűtlenség képe.
C = – +
Prolongált kapcsolatok, inceszt kötődés jele. Irreális (szülő iránti) hűség, egyaránt jelenthet inceszt szeretetet vagy inceszt gyűlöletet. A szülőt (objektként) helyettesítheti egy eszme is, amennyiben az S-tengely humanizációt, szublimálást mutat (S = – –; vagy S = – 0). 
Kísértést jelenthet az értelmező számára, hogy a kiválogatott jelentéseket egymás mellé rakosgatva egyszerűen „összeolvassa” őket. Ez a módszer Szondi szerint azonban teljességgel elvetendő. A profil minden egyes eleme csakis a profil egészéhez viszonyítva értelmezhető. Az „egy választás nem választás” többnyire itt is érvényes: az értelmezés során nemcsak az egyes választások puszta jelenlétét vesszük figyelembe, hanem jelentősége van a minták ismétlődésének, ill. az ismétlődések mennyiségének is.
Noha a profil egyes elemei nagyon markáns üzenettel bírhatnak, a teszt nem alkalmas ún. „vak-diagnózis” felállítására. Egy-egy konstelláció megfelelő értelmezéséhez elengedhetetlen annak ismerete, hogy a vsz. férfi vagy nő, milyen életkorú, milyenek az életkörülményei (család, kulturális háttér, munka stb.) és milyen az egészségi állapota.

### Minőségi (dialektikus) értelmezés
A minőségi elemzések során a profil bizonyos részeit vetjük egybe más részekkel. Kérdésünk itt nem a „mennyi?”, hanem a „hogyan?”. A teszt tízprofilos változatának elemzése során kétféle minőségi módszer áll rendelkezésünkre.

#### Szél–közép dialektika, avagy a szél veszélyei és a közép elhárítási módjai
A Szondi-tesztben a profil két szélén helyezkednek el az ön- és fajfenntartás szükségletei, így a h az s, d és az m faktorok. Ahogy Szondi írja: "A széli vagy marginális ösztönök az animális, örömszerző törekvések (+h, +s, +d, +m) és a humán tendenciák (-h, -s, -d, -m) ellentétéből keletkeznek."
A középső ösztönkörök (vektorok) pedig tartalmazzák azokat a szükségleteket (etikai-morális, illetve énes törekvés), melyek által a széli szükségletek legátlódhatnak, vagy éppen szabad folyást nyerhetnek.
Megjegyzendő: "a közép elhárítási módjai" félrevezető fogalmazás, mert a profilkép közepén lévő két ösztönkörben (vektorban) lévő tendenciák is ugyanúgy részesei a pszichés dinamikának, azaz közrejátszásuk nélkül aligha valósulhatna meg pszichés betegség.
A gyakorlatban az ismételten (3-szor vagy többször) megjelenő konstellációkra fordítjuk a figyelmet, de a patológiás (például Sch = – ±  → szuicid jel) és a telített (felkiáltójelekkel jelölt) reakciókat akkor is figyelembe vesszük, ha azok csak egyszer fordulnak elő.

#### Konkordancia-analízis

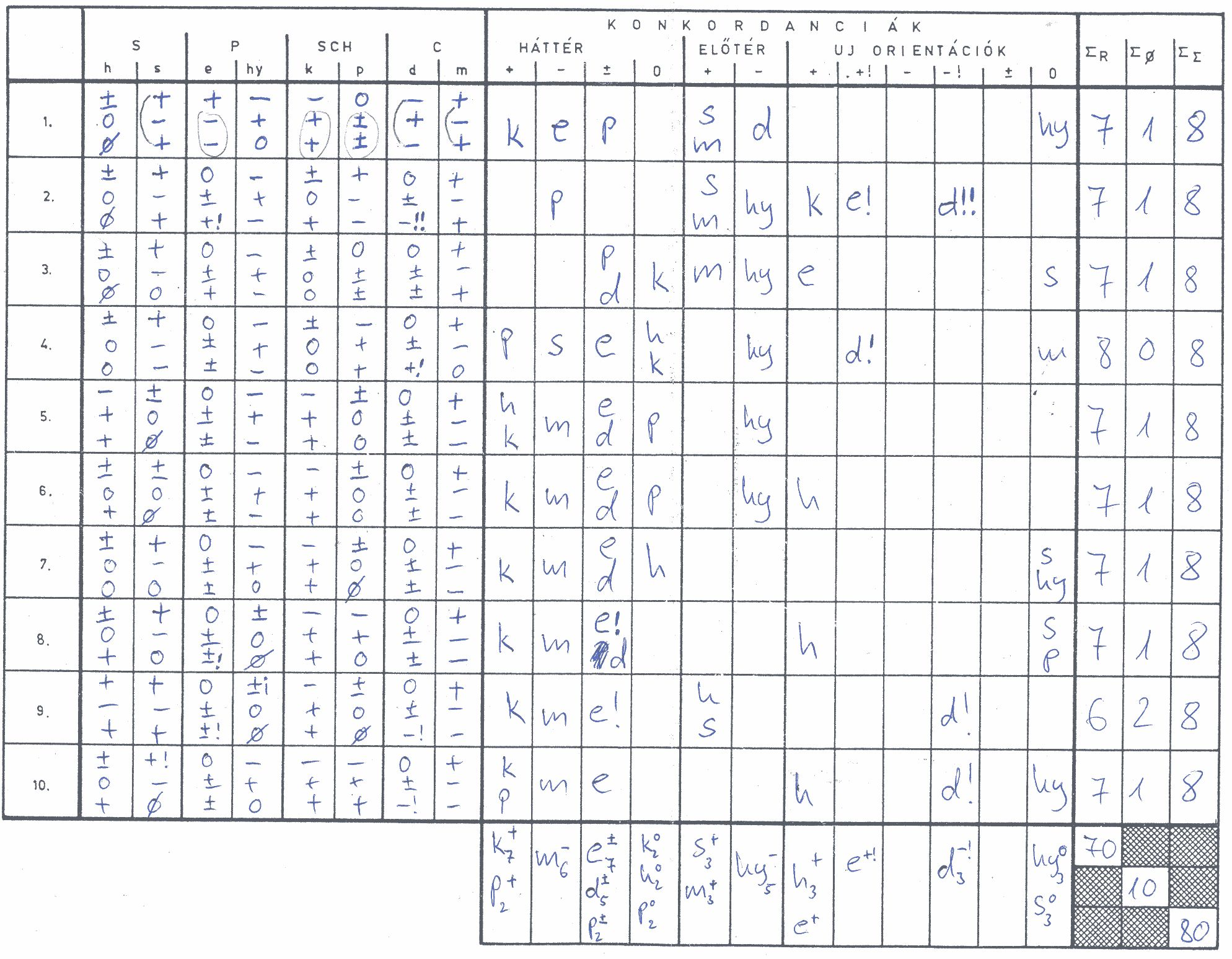
A konkordanciaanalízis táblázata

A sorsanalízis elmélete szerint az egészösztön azon törekvései, amelyek nem jelenhetnek meg az előtérben, a háttérbe szorulnak. Számíthatunk tehát arra, hogy amennyiben megváltoznak a vsz. életkörülményei, ezen ösztöntörekvések megjelennek az előtérben és manifeszt változást idéznek elő, akár új viselkedésminta, akár tünetképződés formájában. Ha valakinek az előtérprofiljában például a :P = + ± képlet szerepel, a komplementaritás elve alapján azt várjuk, hogy a háttérben P = – 0 jelenjen meg. A gyakorlatban azonban ez nem ilyen mechanikus: előfordulhat, hogy a háttérben is ugyanazt az ösztöntörekvést találjuk, mint az előtérben, de az is elképzelhető, hogy egy teljesen új lehetőség merül föl („új orientáció”).
A konkordancia-analízis során tehát az előtér- és háttér-profilokat vetjük össze egymással, és így térképezzük fel, hogy a vsz. életében melyek azok a tünetek, vonások, magatartások, amelyeknél számíthatunk (pozitív vagy negatív) változásra, és mely területekre jellemző a személyiség megmerevedése. Ez az elemzés különösen hasznos segítséget nyújthat a terápiás terv elkészítéséhez.

### Mennyiségi módszerek

#### Irányfeszültségi hányados (IFH)
Az irányfeszültségi hányados egy tört, mégpedig a tíz profil összesítése alapján az összes kiürült reakció (∑0) és az összes megosztott reakció (∑±) hányadosa.
„A számítás elméleti alapja a következő: minél inkább képes kiélni valaki szükségletét, minél könnyebben megy számára a levezetés, annál kisebb lesz e téren a feszültsége. Minél kevésbé lesz képes ösztöneinek kanalizálására, annál fokozottabban felhalmozódnak feszültségei.”
Az IFH átlagos értéke 1 és 3 közé esik. Ha az érték 1-nél alacsonyabb, az viselkedéses szinten gátoltságot, kényszeres visszatartottságot mutat. 5-nél magasabb IFH esetén felhangoltságra, szabályozatlanságra következtethetünk.
Mivel a háttérben a kényszernullák értelmezhetetlenné tennék ezt az értéket, IFH-t csak az előtérben számolunk.

#### Tüneti százalék (Sy%)
Tüneti reakciónak, mint láttuk, a kiürült és a megosztott reakciókat nevezzük. Ezeknek az aránya az összes választáshoz képest átlagos esetben kb. 20–30%. Értelmezni az ennél lényegesen alacsonyabb vagy magasabb Sy%-ot lehet. Az értelmezés az IFH-sal együtt történik, és önmagában soha nem elégséges ahhoz, hogy ez alapján – a teszt szolgáltatta további információk figyelmen kívül hagyásával – diagnózist állítsunk fel.
A Sy% kiszámítása úgy történik, hogy összesítjük a 0 és a ± reakciókat, megszorozzuk 100-zal, és e szorzatot elosztjuk az összes reakció darabszámával. Tíz profil felvétele esetén ez utóbbi szám az előtérben 80 (10 profil × 8 faktor); a háttérben annyival kevesebb, ahány reakció kényszernulla volt.

#### Ösztönképlet

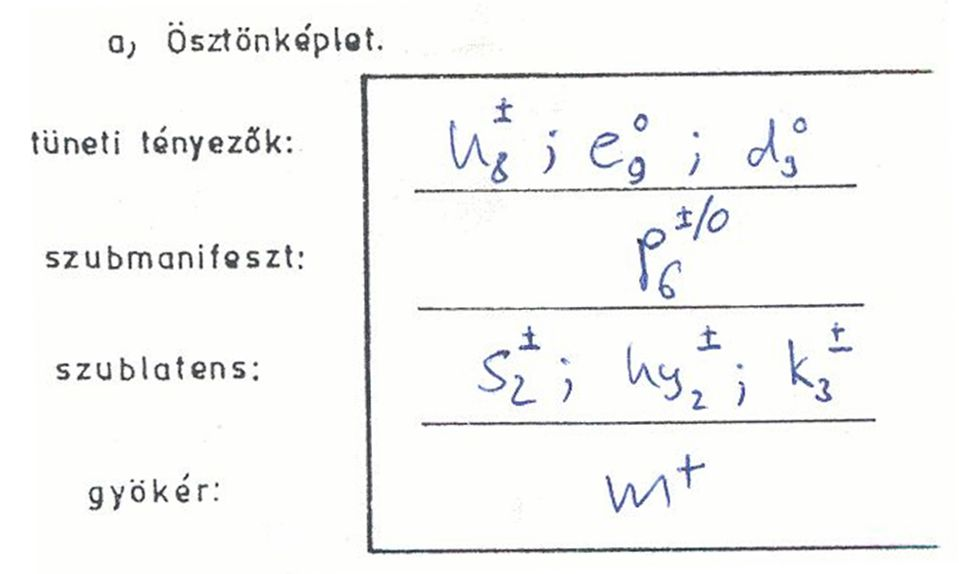
Ösztönképlet

Az ösztönképlet kinézetre egy emeletes törtre hasonlít. A lényege az, hogy sorba rendezzük a teszt nyolc faktorát aszerint, hogy a tíz előtérprofilban hány tüneti (0 vagy ±) választása volt a vsz.-nek. Az előfordulások számát a faktor betűjele után alsó indexbe, a domináns tünetet felső indexbe írjuk. Ha nagyjából azonos számban volt kiürült és megosztott reakció, akkor a felső indexben ezt tüntetjük fel. Pl.: hy90/±.
Legfelülre kerülnek az ún. tüneti tényezők: azok a faktorok, amelyekben 8, 9 vagy 10 alkalommal fordult elő tüneti reakció. Ez alá kerülnek a szubmanifeszt tényezők (5–7 tüneti választás), eggyel lejjebb a sublatens tényezők (2–4), végül legalulra a gyökértényezők: azok a faktorok, amelyekben a vsz. egyszer sem (vagy legfeljebb egyszer) adott kiürült vagy megosztott reakciót.
Az ösztönképlet értelmezésének alapja, hogy minél több a tüneti reakció egy faktorban, az illető faktor annál inkább megjelenik a vsz.-nél manifeszt szinten. Ez jelentheti a viselkedés módosulását, szubjektív megéléseket, de akár tényleges betegséget is. És ellenkezőleg: minél kevesebb a tüneti tényező egy faktorban, azaz minél nehezebben elégül ki egy bizonyos ösztönszükséglet, az így keletkező feszültség annál intenzívebben határozza meg a személyiséget. Elvileg három olyan eset van, amikor egy szükséglet nem tud kielégülni:
1. ha az egó ugyan helyesli a kielégülést, de külső tényezők akadályozzák (+ reakció);
2. ha az egó letiltja a kielégülést (– reakció);
3. ha a szükséglet mennyiségileg olyan intenzív, hogy az igenlő állásfoglalás dacára sem tud teljesen kielégülni (+!, azaz telített reakció).

A sorsanalízis megalkotta az ösztönkoalíció fogalmát. Ez az ösztöntényezők bizonyos együttjárását jelenti, oly módon, hogy az egyik faktor manifeszt szinten (tüneti tényezőként) meghatározza a viselkedést, de a viselkedés magyarázata a gyökérben található. Erre egy példa a p/h koalíció: a gyökérben a meg nem élt személyszeretet, alkalmasint tökéletesen elfojotott homoszexualitás, amely a viselkedés szintjén paranoid képzelgésekben, esetleg konkrét téveseszmékben jelenik meg (például olyanokban, hogy az illetőt homoszexuálisok üldözik ajánlataikkal).

#### Ösztönosztály és latenciasor

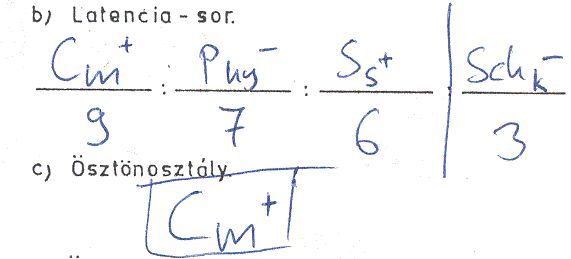
Latenciasor és ösztönosztály

Az ösztönosztály kulcsfogalma az interfaktoriális feszültség. Ez azt jelenti, hogy az egyazon vektor meghatározó két faktorban egymáshoz képest milyen a tüneti tényezők aránya. Ha például a vsz. P tengely e faktorában tíz alkalomból 2-szer ad kiürült reakciót és 7-szer megosztottat, ezzel szemben a hy faktorban 1 + és 8 – mellett mindössze egyetlen 0 szerepel, akkor az interfaktoriális különbség 8. Az egyén választásait az az ösztönkör (vagyis vektor) határozza meg leginkább, amelyikben az interfaktoriális feszültség a legnagyobb, hiszen az ösztönszükségletek ezen a területen dolgoznak egymás ellen. A kérdéses vektoron belül az a faktor a meghatározó, amelyikben kevesebb a manifeszt ösztönmegnyilvánulás.
Az ösztönosztályt tehát úgy kapjuk meg, hogy a már összesített tüneti reakciók alapján vektoronként kiszámítjuk az interfaktoriális különbséget. Amelyik vektorban ez a legmagasabb, annak a betűjele mellé alsó indexben feltüntetjük a két faktor közül annak a betűjelét, amelyben a kevesebb tüneti tényezőt kaptuk. Ha fenti példát alapul véve feltételezzük, hogy 8-nál nagyobb különbség egyik vektorban sem volt, akkor ez alapján a vsz. a Phy ösztönosztályba tartozik. Ha megnézzük azt is, hogy a hy jelű képeket többségében rokonszenvesnek vagy ellenszenvesnek választotta-e, akkor pontosíthatjuk a besorolást. Esetünkben a vsz. a Phy– alosztály tagja.
A latenciasor a vektorok interfaktoriális különbség alapján történő rendezése, csökkenő sorrendben. A sor első tagja tehát maga az ösztönosztály; a különbséget (esetünkben 8) a nevezőben tüntetjük fel (latenciafok). Ezt követi a következő legnagyobb interfaktoriális különbséget mutató faktor stb. A latenciasor értelmezése hasonlít az ösztönképletre: amelyik vektorban a legnagyobb a faktoron belüli feszültség (tehát a sor elején), azokat Szondi veszély- vagy gyökérosztályoknak nevezi; tízprofilos felvételnél ez az 5 vagy nagyobb különbséget jelenti. A 4 vagy kisebb különbségű vektorok a szelep- vagy tüneti osztályok: ezek határozzák meg a viselkedést.

#### Az ösztönosztályhoz való tartozás értelmezése
Szondi példákkal gazdagon illusztrált, hosszas leírásokat ad az egyes ösztönosztályokról, s mindegyiket hangzatos, a pszichoanalízis terminológiájában burjánzó – a mai fül számára furcsának, olykor fellengzősnek ható – címkékkel látja el. Az értelmezések közreadása helyett a jelen cikk keretei között csak e címkék felsorolására van lehetőség.
- I. Sh ösztönosztály: A szeretetben megrövidültek, a latens biszexuálisok osztálya
  - Sh+ alosztály: A latens biszexuálisok és infantilis zsarnokok alosztálya
  - Sh– alosztály: Az aktív, harcos, „militáns”, a humanizáltak alosztálya[32]
- II. Ss ösztönosztály: A szadisták és mazochisták osztálya
  - Ss+ alosztály: A galamblelkű hóhér alosztálya
  - Ss– alosztály: A duálunióban élők, a metatropisták és mazochisták alosztálya
- III. Pe ösztönosztály: A latens Káin-természetűek osztálya
  - Pe+ alosztály: A puristák és moralisták, a „mosom-kezeimet” alosztálya
  - Pe– alosztály: A latens epileptoid és análerotikusok alosztálya
- IV. Phy ösztönosztály: A latens exhibicionálók osztálya
  - Phy+ alosztály: A „lelkipásztorok és szolgalelkek”, a szublimáló metatropisták alosztálya
  - Phy– alosztály: A latens homoszexuálisok, a hiszteroid-epilepsziások és paranoidok alosztálya
- V. Schk ösztönosztály: Az énbeszűkítők osztálya
  - Schk+ alosztály: A narcisztikusok és a birtoklási vágytól megszállottak alosztálya
  - Schk– alosztály: A nappali álmodozók, destruktívak és önsorsrontók, a némák és elidegenedettek alosztálya
- VI. Schp ösztönosztály: A lappangó én-tágítók és inflatívak osztálya
  - Schp+ alosztály: A gyilkos érzelmű félreértett és félreismert zsenik alosztálya
  - Schp– alosztály: A latens paranoidok és participációra szomjazók alosztálya
- VII. Cd ösztönosztály: A latens értékszerzők, az „örök keresők” és „tapadók” osztálya
  - Cd+ alosztály: Az „örök keresők”, a depresszívek alosztálya
  - Cd– alosztály: A lemondók, állhatatosak, változhatatlanok és análisok alosztálya
- VIII. Cm ösztönosztály: A mániások osztálya
  - Cm+ alosztály: Az örökös megkapaszkodók, az akceptációs-neurotikusok és iszákosok alosztálya
  - Cm– alosztály: Az örökösen elhagyatottak, a hipománok és társnélküliek alosztálya

### Proporcionális módszerek

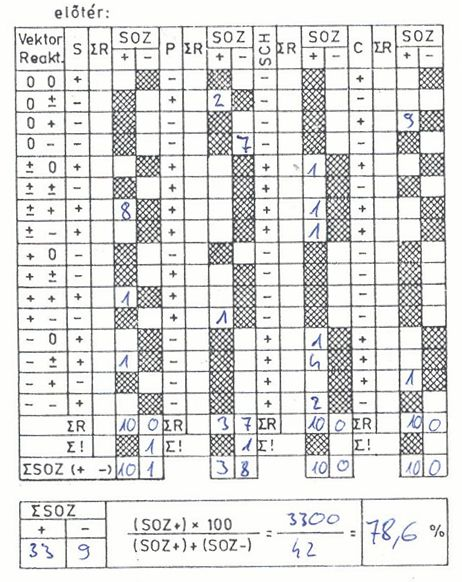
A szociálindex kiszámításának segédtáblázata

„A proporcionális (’aránybeli’) módszer gyakorlati tapasztalaton alapul. Több száz profil elemzésének segítségével sikerült igazolni, hogy a vektoriális választásokban az elemi ösztönmegnyilvánulásokon túl egyaránt tükröződnek szociálisan pozitív tulajdonságok (…), vagy szociálisan negatívnak minősíthető jellegzetességek (…) Ahogy a konstellációknak szociális vonatkozásai vannak, ugyanúgy pszichoszexuális jellemzőket is tükröznek; így léteznek jellegzetesen férfias illetve nőies konstellációk. Ezek nem a nemi viselkedés irányultságát mutatják meg (…), hanem az érzelmi-indulati életben, az énes-ösztön állásfoglalásában, valamint az interperszonális kapcsolatok területén megnyilvánuló valamennyi férfias-nőies tulajdonságellentétet, egyszóval: egy adott személy pszichoszexuális jellegzetességének arányformában megjelenített minőségét.”

#### Szociálindex
A szociálpozitív válaszok olyan tulajdonságok jelenlétére engednek következtetni, mint „utódgondozás, érzelmi odafordulás, énes önszabályozás vagy proszociális kontaktusigény stb.”; szociálnegatív vonások ezzel ellentétben az „egoizmus, narcizmus, empátia-mínusz, kontaktus-zár stb.” A manifeszt betegségek szociális szempontból értelemszerűen ugyancsak negatívnak számítanak.
„A szociálpozitív és szociálnegatív konstellációk arányba állításával számítjuk ki az úgynevezett szociálindexet, amely tulajdonképpen a proszociális választási formák százalékos mennyiségét mutatja.”
Szociálindexet mind az elő-, mind a háttérben számolunk. A teszt apparátusához tartozó segédtáblázatban fel vannak tüntetve, hogy egy adott vektorkonstelláció – a klinikai tapasztalatok statisztikus értékelése alapján – szociálisan pozitívnak vagy negatívnak számít-e. Az összesítő táblázatban vektoronként megszámoljuk, hogy egy-egy konstelláció hányszor fordult elő, és az előfordulás darabszámát bevezetjük a segédtáblázat megfelelő rovatába. Ugyancsak vektoronként összeadjuk a telített reakciókat: mivel az kvantumfeszültség potenciálisan mindig kedvezőtlen jelenség, az adott vektorban minden egyes ! eggyel növeli a negatív tendenciák számát.
Az összesített adatokat behelyettesítjük a táblázat alatti képletbe, és ennek segítségével számítjuk ki a szociálindexet. Az így kapott százalékos érték átlagos övezete 40 és 50 közé esik. A 40% alatti szociálnegatív túlsúlyt jelent; ez a gyakorlatban (amennyiben azt a tesztből vagy az explorációból származó egyéb adatok is megerősítik) betegséget, antiszociális, esetleg kriminális viselkedést valószínűsít. Ha az arány meghaladja az 50%-ot, azt az átlagosnál intenzívebb normakövetésként értelmezzük, amely tüneti szinten szorongásban, kényszeres mechanizmusokban jelenhet meg.

#### Pszichoszexuális index

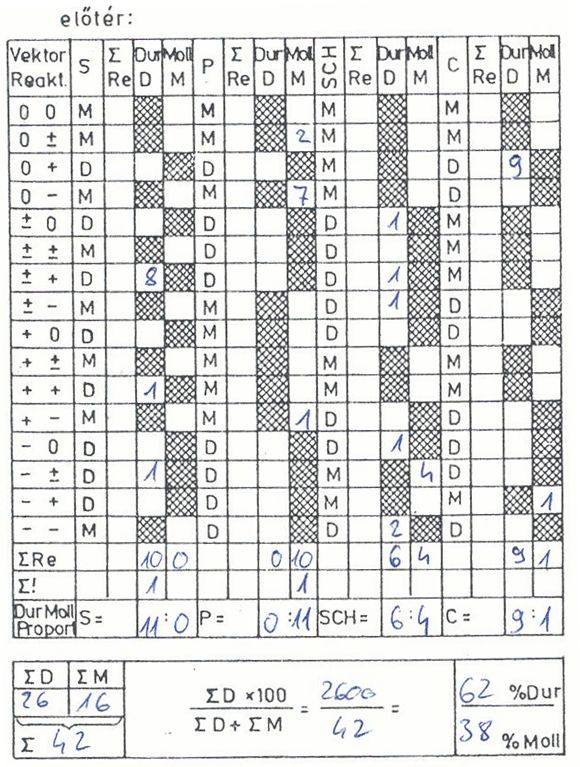
A pszichoszexuális index kiszámításának segédtáblázata

Szondi egész terminológiájából kitűnik az az előfeltételezés, amely szerint az ember (genetikailag) eleve biszexuális lény. A leírásokban és a bemutatott példákban feltűnően gyakran fordul elő a homoszexualitás említése. A férfiasság–nőiesség dichotómia a teszt értelmezésének több területén fontos szerepet kap; legeklatánsabban azonban a pszichoszexuális index fogalmában jelenik meg. E szám egy olyan mutató, amely – a szociálindexhez hasonlóan – az egyes választásokat osztályozza aszerint, hogy azok a gyakorlati tapasztalatok alapján inkább a férfiakra, avagy inkább a nőkre jellemzők. Hogy a társadalmilag súlyosan terhelt „férfiasság” és „nőiesség” kifejezések használatát elkerülje, bevezette a zenéből kölcsönvett Dúr–Moll ellentétpárt.
A pszichoszexuális index kiszámításánál hasonlóan járunk el, mint a szociálindex esetében: az e célra szolgáló segédtáblázat D és M jelű rovataiba vezetjük át az összesítő táblázat alapján az egyes konstellációk darabszámát. A telített reakciókat jelen esetben külön összesítjük a Dúr, külön a Moll választásoknál: a végső összesítésben mind a D, mind az M értéke növekedhet a hozzáadott felkiáltójelek számával. A táblázat alatti képlet segítségével megkapjuk a Dúr válaszok százalékos arányát: ez a pszichoszexuális index. A Moll válaszok arányát értelemszerűen úgy kapjuk, hogy a kiszámított értéket 100-ból kivonjuk.
Az átlag férfi pszichoszexuális indexe D:M = 2:1; az átlag nőé D:M = 1:1, ezen belül Moll-túlsúllyal. Szondi felhívja a figyelmet arra, hogy pusztán e mutató alapján soha nem szabad homoszexualitásra következtetni. Az értelmezést árnyalhatja, ha a D:M arány mutatóit vektoronként is elemezzük, így választ kaphatunk arra, hogy például érzelmei megélésében vagy személyes kapcsolataiban a vizsgált személy jellemzően férfi vagy női mintákat követ.